# Оксфорд (Њујорк)
Оксфорд (енгл. Oxford) град је у америчкој савезној држави Њујорк.

## Демографија
По попису из 2010. године број становника је 1.450, што је 134 (-8,5%) становника мање него 2000. године.
| Група             | 2000.         | 2010.         |
| Белци             | 1.534 (96,8%) | 1.378 (95,0%) |
| Афроамериканци    | 16 (1,0%)     | 7 (0,5%)      |
| Азијати           | 6 (0,4%)      | 3 (0,2%)      |
| Хиспаноамериканци | 19 (1,2%)     | 36 (2,5%)     |
| Укупно            | 1.584         | 1.450         |